# Medisch (taal)
Het Medisch is de taal van de oude Meden. Er zijn geen geschreven bronnen in het Medisch bekend, en de huidige kennis over de taal is dus afkomstig van namen en vooral van Medische leenwoorden in het Oudperzisch. Het Medisch wordt onder de Noordwest-Iraanse talen gerekend, de taalgroep waartoe ook het Koerdisch behoort.